# 克魯克德克里克鎮區 (密蘇里州波林格縣)
克魯克德克里克鎮區（英語：Crooked Creek Township）是位於美國密蘇里州波林格縣的一個行政鎮區。

## 地方資料
克魯克德克里克鎮區的面積為219.49平方千米，當中陸地面積為219.29平方千米，而水域面積為0.19平方千米。根據2020年美國人口普查的數據，當地共有人口1090人，而人口密度為每平方千米4.97人。